# Eduard Neuffer
Eduard Neuffer (* 17. September 1900 in Besigheim; † 29. August 1954 in Bonn) war ein deutscher Archäologe.

## Leben
Eduard Neuffer, Sohn eines Amtsrichters, studierte nach dem Besuch des Karls-Gymnasiums in Stuttgart und kurzem Militärdienst 1918/19 ab 1919 in Heidelberg, Tübingen und Gießen zunächst Philosophie und Naturwissenschaften, dann ab 1923 Klassische Archäologie. Im März 1929 wurde er in Gießen bei Richard Delbrueck promoviert und war anschließend Assistent in Marburg bei Paul Jacobsthal. 1930/31 erhielt er das Reisestipendium des Deutschen Archäologischen Instituts. Seit 1931 war er am Rheinischen Landesmuseum Bonn unter Franz Oelmann tätig, zunächst als wissenschaftlicher Hilfsarbeiter, seit 1935 als Direktorialassistent, seit 1939 als Abteilungsleiter. Ende 1939 wurde Neuffer zur Wehrmacht einberufen. Von 1940 bis 1942 leitete er das Referat Vorgeschichte und Archäologie beim Kunstschutz in Paris unter Franz Wolff-Metternich. 1942 wurde er unabkömmlich gestellt und bearbeitete für das Archäologische Institut des Deutschen Reiches die Ringwälle in den besetzten Westgebieten. Am 25. März 1944 wurde Neuffer als Unteroffizier und Kommandoführer dem Landesschützen-Ersatz und Ausbildungsbataillon I/6 in Osnabrück zugewiesen. Von September 1944 bis Anfang 1945 war er als SS-Unterscharführer im KZ-Außenlager Jawischowitz eingesetzt. 1945 kehrte er an das Museum in Bonn zurück, dessen Direktor er von 1949 bis zu seinem frühen Tode 1954 war.
Seine Söhne waren der Verwaltungsjurist Martin Neuffer (1924–2004) und der Prähistoriker Eduard M. Neuffer (1931–2018).

## Veröffentlichungen (Auswahl)
- Das Kostüm Alexander d. Gr. Gießen 1929 (= Dissertation; Digitalisat).